# Razzia van Rotterdam
De razzia van Rotterdam op 10 en 11 november 1944 is de grootste razzia die de Duitse bezetter in Nederland tijdens de Tweede Wereldoorlog heeft gehouden. Bij deze razzia zijn ongeveer 52.000 van de 70.000 mannen tussen 17 en 40 jaar uit Rotterdam en Schiedam weggevoerd, een vrij hoog percentage vergeleken met latere razzia's in andere steden, toen het verrassingseffect minder groot was.
In november 1944 was het zuiden van Nederland bevrijd en was de slag om Arnhem mislukt. In Nederland was de spoorwegstaking uitgebroken en stond de hongerwinter voor de deur. De motieven van de Duitse bezetter om de weerbare mannelijke bevolking van Rotterdam af te voeren zijn niet geheel duidelijk: de officiële reden was arbeidsinzet, maar het kostte de Duitsers moeite om werk te vinden voor deze mannen. Mogelijk was het plan ingegeven door de angst van de Duitse bezetter om bij het naderen van de Engelse troepen in de rug te worden verrast door gewapende verzetsacties.

## Aktion Rosenstock

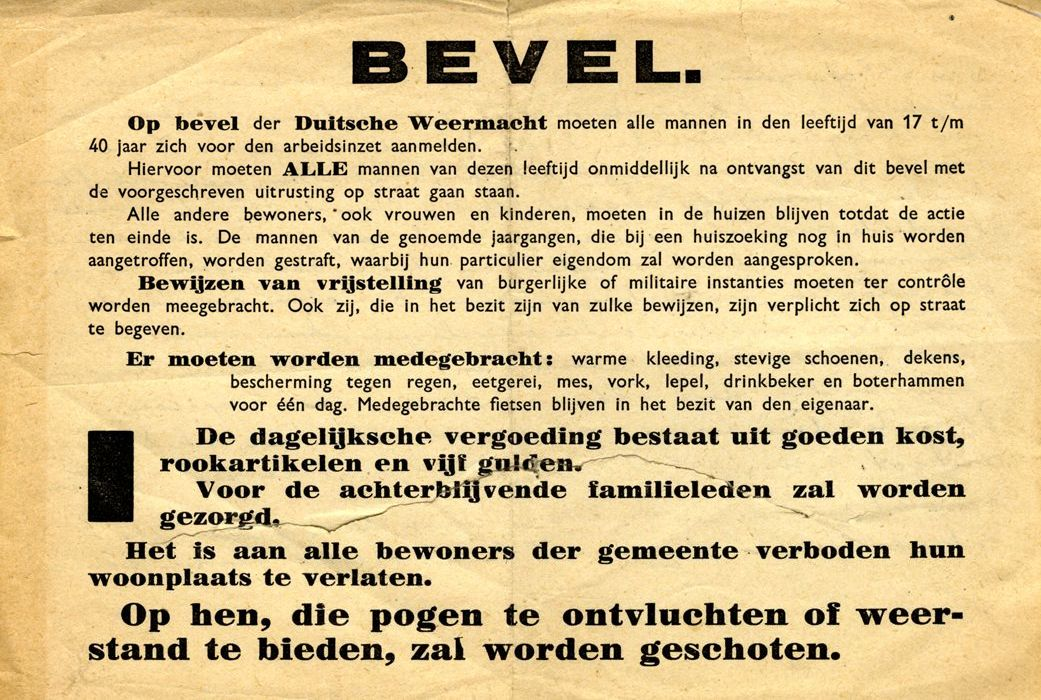
Oproep voor de arbeidsinzet

Op de avond van 9 november werden onder de codenaam Aktion Rosenstock 8000 Duitse soldaten ingezet, waarbij alle belangrijke bruggen en pleinen bezet werden en het telefoonverkeer werd afgesloten. In sommige delen van de stad werden pamfletten bezorgd met de volgende tekst:
Op bevel der Duitsche Weermacht moeten alle mannen in den leeftijd van 17 t/m 40 jaar zich voor den arbeidsinzet aanmelden.
Hiervoor moeten ALLE mannen van dezen leeftijd onmiddellijk na ontvangst van dit bevel met de voorgeschreven uitrusting op straat gaan staan.
Alle andere bewoners, ook vrouwen en kinderen, moeten in de huizen blijven totdat de actie ten einde is. De mannen van de genoemde jaargangen, die bij een huiszoeking nog in huis worden aangetroffen, worden gestraft, waarbij hun particulier eigendom zal worden aangesproken.
Bewijzen van vrijstelling van burgerlijke of militaire instanties moeten ter controle worden meegebracht. Ook zij, die in het bezit zijn van zulke bewijzen, zijn verplicht zich op straat te begeven.
Er moeten worden meegebracht: warme kleeding, stevige schoenen, dekens, bescherming tegen regen, eetgerei, mes, vork, lepel, drinkbeker en boterhammen voor één dag.
De dagelijksche vergoeding bestaat uit goeden kost, rookartikelen en loon volgens het geldende tarief.
Voor de achterblijvende familieleden zal worden gezorgd.
Het is aan alle bewoners der gemeente verboden hun woonplaats te verlaten.
Op hen, die pogen te ontvluchten of weerstand te bieden, zal worden geschoten.

## Uitvoering

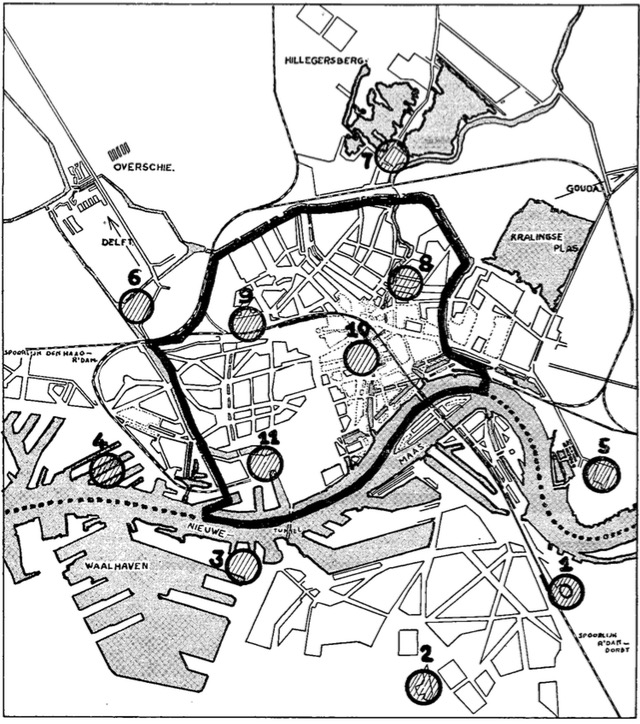
De razziagebieden en de verzamelplaatsen. Op 10 november 1944 werd de razzia uitgevoerd in Schiedam en in de gedeelten van Rotterdam die buiten de zwarte lijn gelegen zijn. Op 11 november werd de razzia uitgevoerd in het stadsgedeelte binnen de zwarte lijn.

De razzia werd straat voor straat en huis voor huis uitgevoerd waardoor ontsnappen nauwelijks mogelijk was. De eerste dag werden Schiedam en de rand van Rotterdam doorzocht, de tweede dag volgde het centrum van Rotterdam. De mannen werden op diverse locaties samengebracht, waaronder het Stadion Feijenoord. Van de opgepakte mannen vertrokken er circa 20.000 te voet richting Utrecht, 20.000 werden per rijnaak afgevoerd en 10.000 per trein. Met name op het station in Haarlem wisten nog mensen te ontsnappen met hulp van de Haarlemse burgers. Hier is ten minste één Rotterdammer doodgeschoten als voorbeeld voor de overigen. Ook in Wezep zijn vijf mensen doodgeschoten die trachtten te ontsnappen.
Van de afgevoerde mannen werden er circa 10.000 tewerkgesteld in het oosten van Nederland, de rest ging voor de Arbeitseinsatz naar Duitsland. In de nacht van 19 op 20 november zijn nog ten minste 25 Rotterdammers omgekomen, toen de trein, waarin zij zaten, op het station van Bad Zwischenahn op een stilstaande locomotief botste. Daarbij vielen ook tientallen gewonden. In Duitsland werden de mannen veelal in barakkenkampen ondergebracht; in die periode werden dagelijks geallieerde bombardementen op Duitse steden uitgevoerd. Na de oorlog kwamen de mannen als displaced person weer terug naar Nederland. In totaal kwamen in Duitsland tussen de 24.500 en 29.000 Nederlandse dwangarbeiders om het leven, waarvan ten minste 410 uit Rotterdam.

## Vervolgacties
De actie in Rotterdam was de laatste grootschalige operatie. Ongeveer 80% van alle in Rotterdam aanwezige mannen werd opgepakt. Het aantal opgehaalde mannen in de volgende steden, waaronder Delft, was beperkt doordat de bevolking van het drama in Rotterdam had gehoord en veel mannen tijdig betere schuilplaatsen konden maken of elders konden onderduiken. Hiermee mislukte het plan van de Duitse bezetter om alle resterende aanwezige mannen in het bezette gebied van Zuid-Holland en Utrecht af te voeren naar Duitsland.

## Vastlegging geschiedenis

### Projecten
In 2012 zijn er voor het mondelingegeschiedenisproject Reis van de Razzia vijfenzeventig interviews met getuigen opgenomen, die zijn te raadplegen op de website getuigenverhalen.nl van het NIOD.
In 2024 werd in Rotterdam een project gestart om informatie bijeen te brengen over de mensen die op Charlois werden verzameld op de Sluisjesdijk.

### Monument

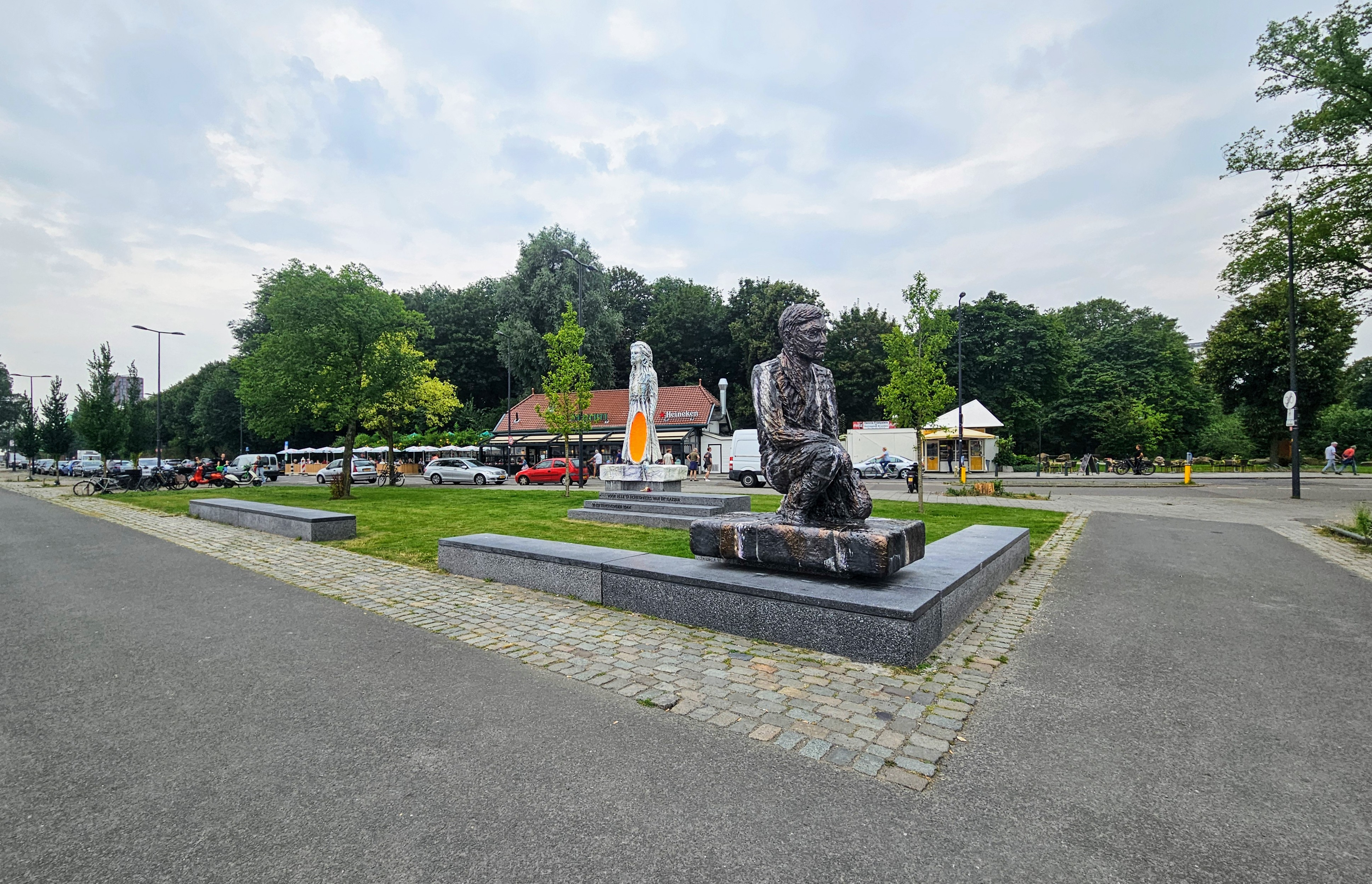
Het Razzia Monument aan de Parkkade in Rotterdam dat in 2023 onthuld werd

Op 10 november 2023 onthulde burgemeester Aboutaleb op de Parkkade in Rotterdam het Razzia Monument Rotterdam voor slachtoffers van de razzia’s in die plaats. Het monument is een burgerinitiatief dat door twee nabestaanden werd gestart. Het is ontworpen door kunstenaar Anne Wenzel.